# Кресак, Любор
Любор Кресак (словац. Ľubor Kresák; 23 августа 1927, Топольчани − 20 января 1994, Братислава) — чехословацкий астроном и один из первооткрывателей кометы 41P/Туттля — Джакобини — Кресака, который работал в обсерватории Скалнате-Плесо. Также обнаружил долгопериодическую комету C/1954 M2 (Kresak-Peltier). В его честь назван астероид (1849) Кресак.

## Биография
Родился в Топольчанах, в 1951 окончил Карлов университет. В 1951—1955 работал в астрономической обсерватории Скалнате-Плесо, с 1955 заведовал отделом межпланетной среды Института астрономии Словацкой АН, преподавал в университете им. А. Коменского в Братиславе. После распада Чехословакии стал первым словацким профессором астрономии в 1993 году. 
Основные труды в области динамики, эволюции и проблем происхождения малых тел Солнечной системы — комет, астероидов, метеорных потоков. Изучал плотность и структуру системы комет, скорость и процессы старения комет, эволюционное значение кометного облака Оорта. Исследовал вопрос о существовании кольца комет между орбитами Юпитера и Сатурна, резонансные провалы в системе орбит короткопериодических комет, эволюционную связь между кометами и малыми планетами. Изучал массу, плотность и структуру системы малых планет, проблемы устойчивости движения и происхождения межпланетных тел. Выдвинул гипотезу, согласно которой Тунгусский метеорит является осколком кометы Энке. Исследовал происхождение, структуру и рассеивание метеорных потоков, движение пылевых частиц с учетом влияния солнечного излучения. Открыл две кометы — 1951 IV и 1954 XII. Занимался вычислением орбит комет и малых планет, отождествлением новооткрытых объектов.
Член-корреспондент Словацкой АН (1968), президент Комиссии N 20 «Положения и движения малых планет, комет и спутников» Международного астрономического союза (1973—1976), вице-президент Международного астрономического союза (1979—1985).
Государственная премия им. К. Готвальда ЧССР (1970), Золотая медаль им. Д. Штура за заслуги в естественных науках (1977), медали им. И. Кеплера (1971), им. Н. Коперника (1973) и программы «Интеркосмос» (1978).